# Da qui all'eternità (miniserie televisiva)
Da qui all'eternità è una miniserie televisiva statunitense in sei puntate, diretta da Buzz Kulik e prodotta e trasmessa dall'emittente televisiva NBC nel 1979. La miniserie è tratta dall'omonimo romanzo scritto da James Jones.

## Trama
Honolulu, 1941. Il soldato Robert E. Lee Prewitt viene assegnato alla Compagnia B, di stanza nelle Hawaii. Dato che Prewitt è stato un grande pugile, ma rifiuta di risalire sul ring dopo aver ferito un avversario durante un match, viene emarginato dai suoi compagni, tutti amanti di quello sport.
Il sergente Warden è l'unico che gli resta amico, insieme all'italoamericano Angelo di Maggio, destinato però a morire in un campo di punizione per aver reagito alle angherie dei propri superiori.
Nel momento dell'assalto giapponese a Pearl Harbor, Prewitt e Warden dimostreranno il loro valore.

## Produzione
Il lavoro è tratto dal omonimo romanzo scritto da James Jones durante la sua vita militare. Nel cast compaiono gli attori Steve Railsback (Prewitt), William Devane (Warden), Natalie Wood (Karen Holmes), Kim Basinger (Lorene Rogers).

## Distribuzione
Negli Stati Uniti la miniserie è stata trasmessa dall'emittente televisiva NBC, dal 14 al 28 febbraio 1979. In Italia, la miniserie è stata trasmessa in prima visione su Rete 2 dal 13 dicembre 1980 al 17 gennaio 1981.

## Spin off
Nel 1980, è stato realizzato uno spin-off della miniserie televisiva, la serie televisiva omonima in 13 episodi, interpretata ancora da William Devane e Kim Basinger, mentre Natalie Wood è stata sostituita da Barbara Hershey nel ruolo di Karen. In Italia, la serie è stata trasmessa nel 1982 da Italia 1.